# Bydgoszcz Osowa Góra
Bydgoszcz Osowa Góra – przystanek osobowy na Osowej Górze w Bydgoszczy, województwie kujawsko-pomorskim. Znajduje się na linii kolejowej nr 18. Ostatnia stacja na terenie Bydgoszczy przed wyjazdem z miasta na zachód w kierunku Piły.

## Charakterystyka
Przystanek posiada przejście dla pieszych na poziomie szyn. W
Linia kolejowa powstała w 1851 r. jako pierwsze połączenie kolejowe Berlina z Królewcem.

## Ruch pasażerski
| Rok  | Wymiana pasażerska na dobę |
| ---- | -------------------------- |
| 2017 | 50-99                      |
| 2022 | 100-149                    |

Do stacji można dojechać liniami autobusowymi: 61 (Plac Kościeleckich – Rekinowa), 71 (Morska – Rekinowa), oraz linią nocną 35N (Plac Kościeleckich – Rekinowa). Linie te zatrzymują się na przystankach Grunwaldzka – Kolbego oraz Kolbego – Grunwaldzka.

## Galeria

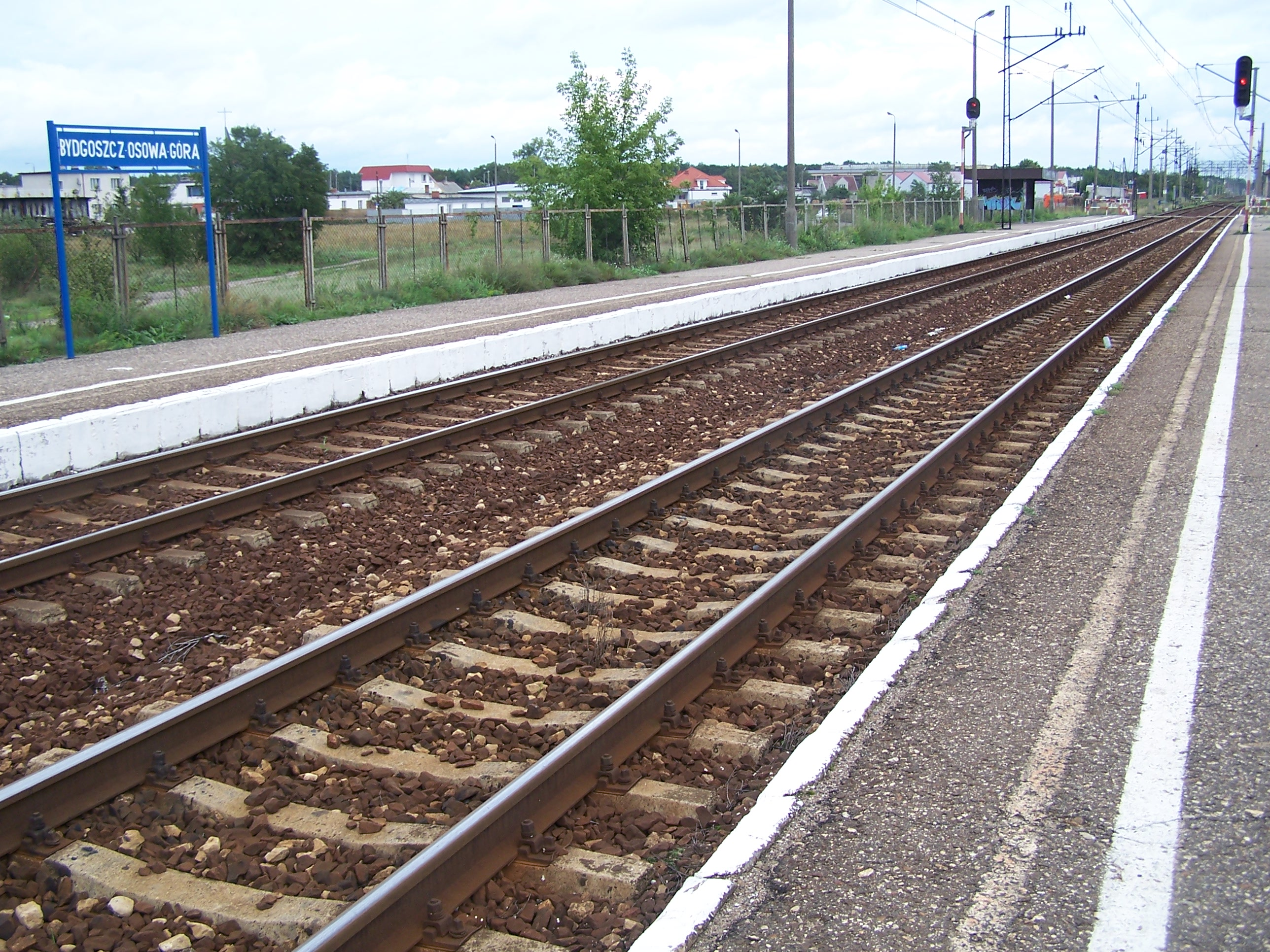
Tory kolejowe
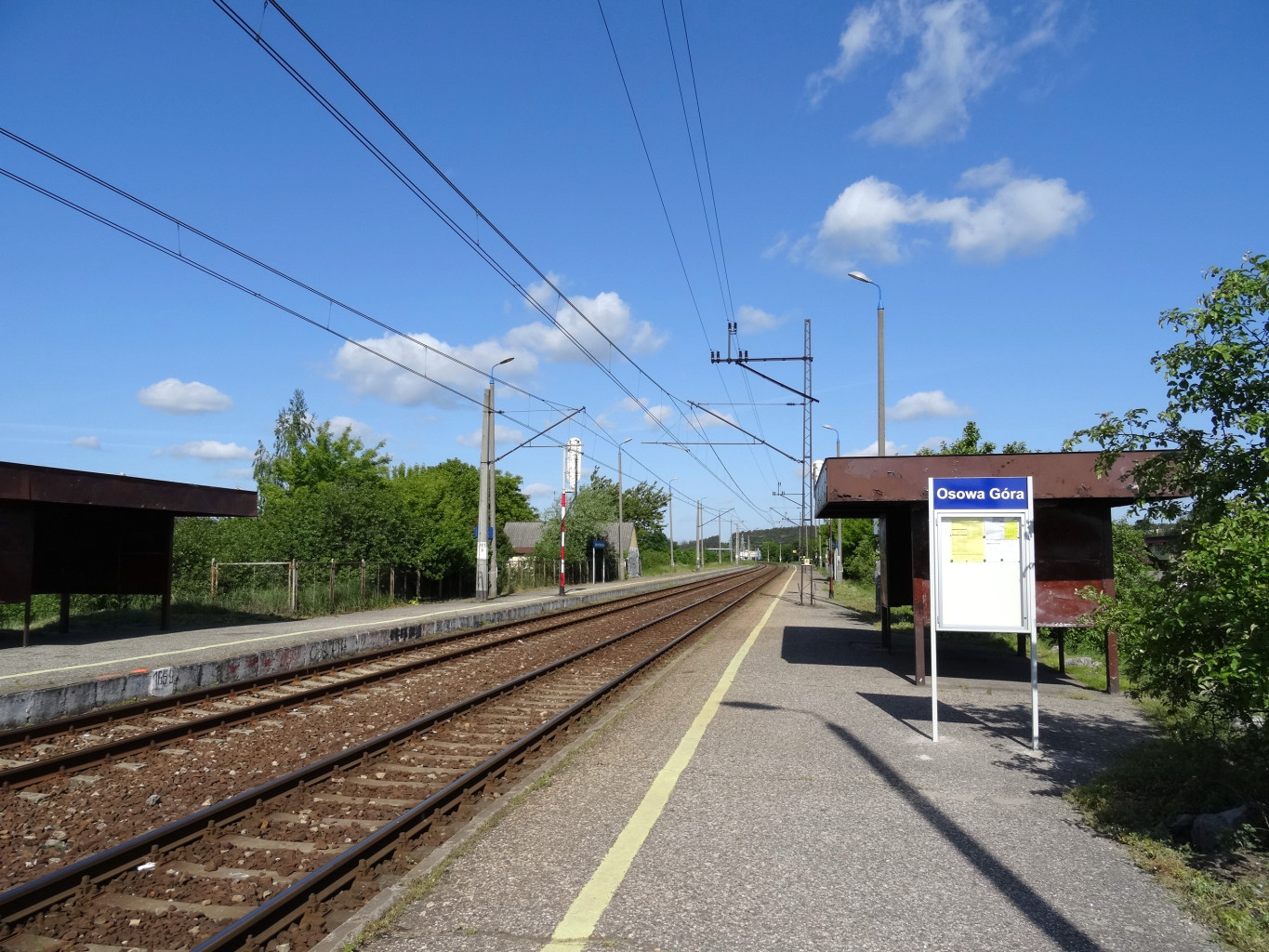
Widok stacji z daleka
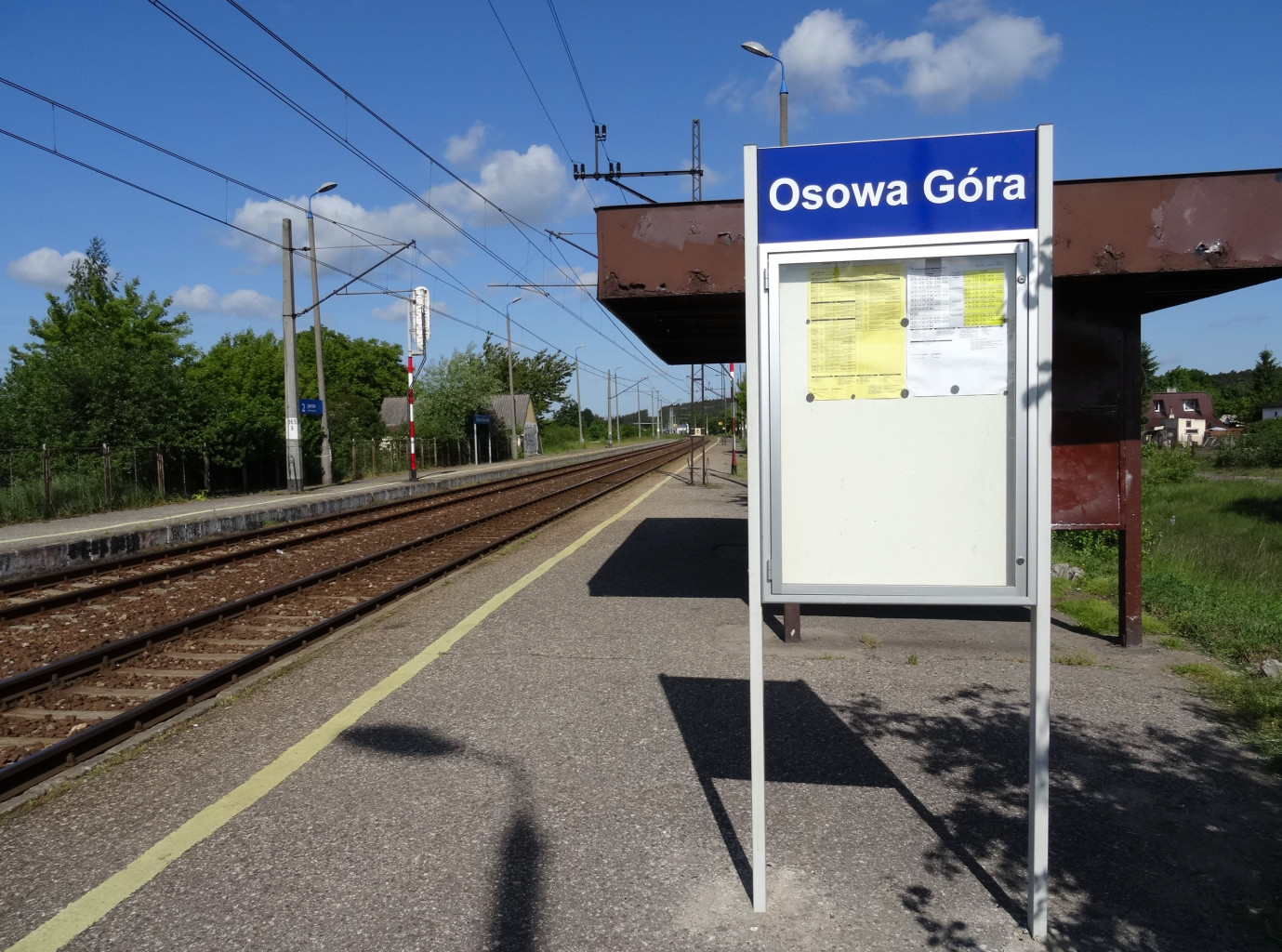
Widok stacji z bliska
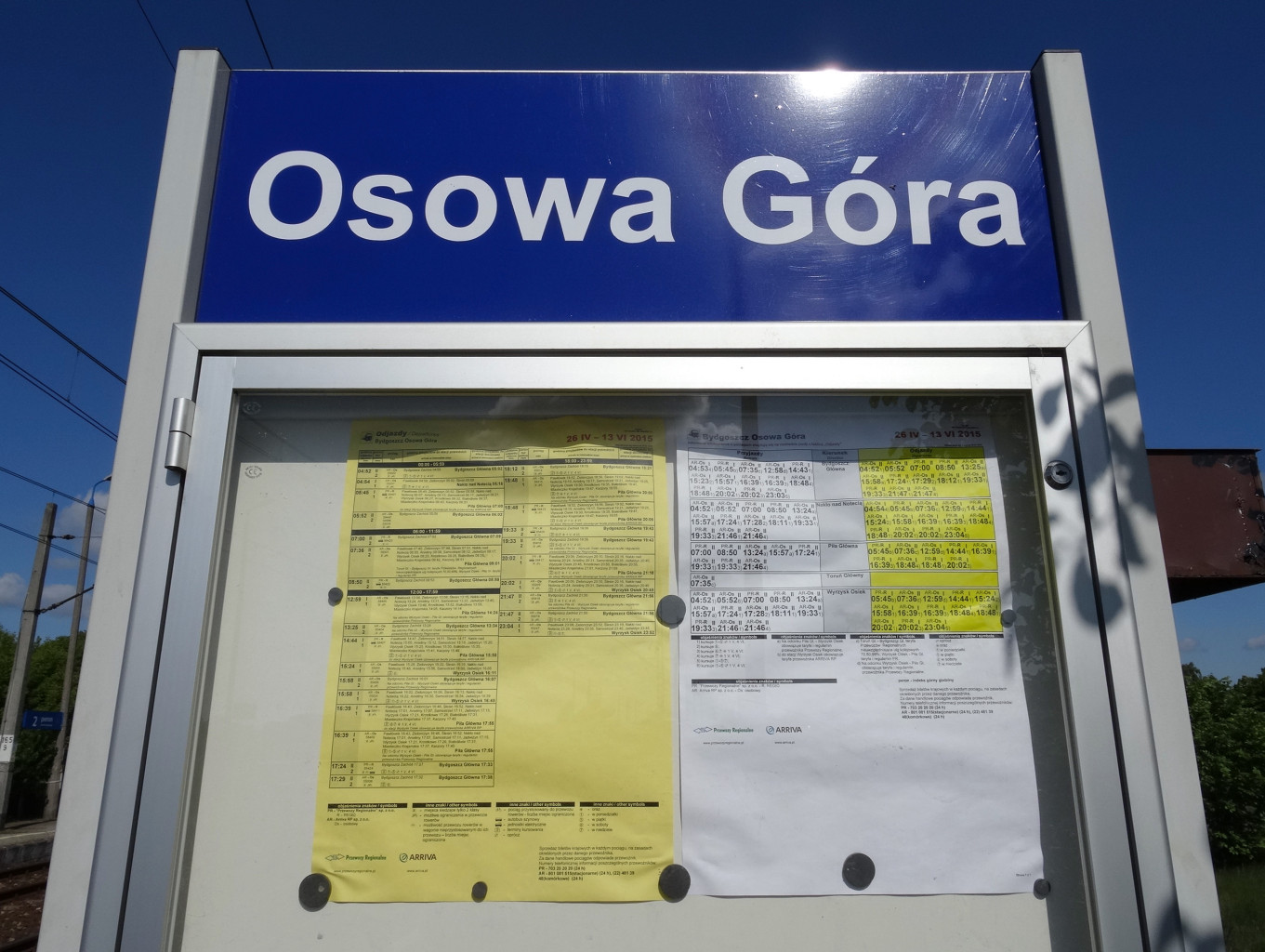
Rozkład jazdy